# Myxosoma
Myxosoma är ett släkte av djur. Myxosoma ingår i familjen Myxosomatidae.
Myxosoma är enda släktet i familjen Myxosomatidae.
Kladogram enligt Catalogue of Life:
| Myxosoma | \| \| Myxosoma funduli \| \| \| \| \| \| Myxosoma subtecalis \| \| \| \| |
|          | \| \| Myxosoma funduli \| \| \| \| \| \| Myxosoma subtecalis \| \| \| \| |
|          | Myxosoma funduli                                                         |
|          |                                                                          |
|          | Myxosoma subtecalis                                                      |
|          |                                                                          |